# Arnzell

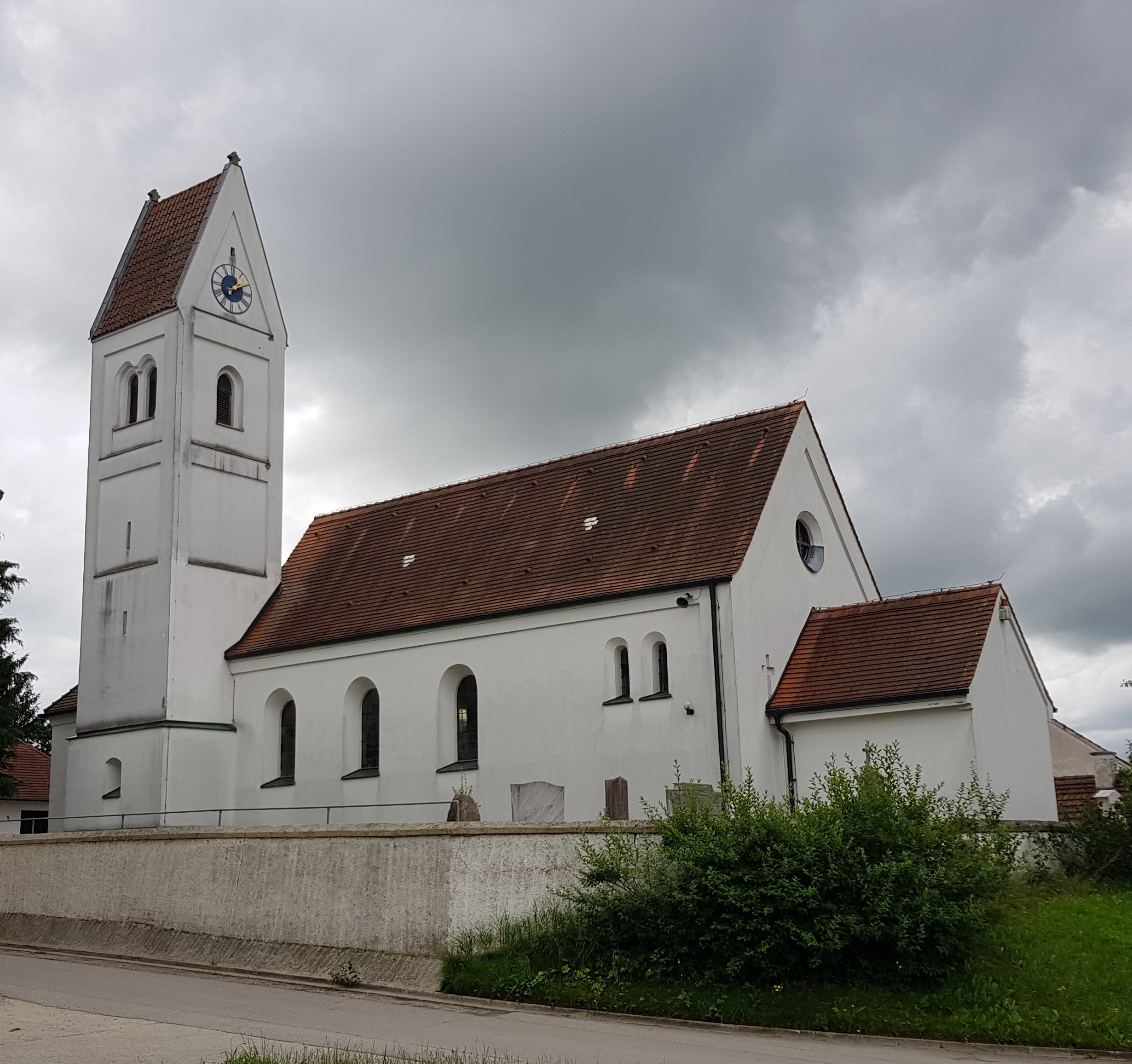
Kirche St. Vitus

Arnzell ist ein Gemeindeteil von Markt Indersdorf im oberbayerischen Landkreis Dachau.
Das Kirchdorf liegt circa fünfeinhalb Kilometer nordwestlich vom Markt Indersdorfer Zentrum auf der Gemarkung Eichhofen und ist über die Kreisstraße DAH 2 zu erreichen.

## Geschichte
Nach der Überlieferung soll in Arnzell (= Zelle des Arno) schon im 9. Jahrhundert ein Kirchlein gestanden haben. Sicher ist, dass im Jahr 1220 auf Wunsch des Schlossherrn von (Langen-)Pettenbach eine (neue) Kirche errichtet wurde. Sie gehörte damals zur Pfarrei Glonn. Im Jahr 1271 schenkte der Freisinger Bischof von Reichensdorf diese Pfarrei mit den Filialen Langenpettenbach und Arnzell dem Kloster Indersdorf. Der Ort selbst wurde 1364 als „Aernzell“  erstmals erwähnt.

## Baudenkmäler
Siehe auch: Liste der Baudenkmäler in Arnzell
- Katholische Filialkirche St. Vitus: Die gotischen Teile der heutigen Kirche, der Altarraum und der Turm, wurden im Jahre 1396 unter Propst Petrus Fries vom Kloster Indersdorf erbaut. Das Kirchenschiff stammt aus dem Barock des 17. Jahrhunderts. Im Jahr 1860 wurde das Kirchenschiff verlängert.[2]
- Hofkapelle